# گاربینا
گاربینا (به لهستانی:  Garbina) یک روستا در لهستان است که در گمینا برانگوو واقع شده‌است. گاربینا  ۴۰ نفر جمعیت دارد.